# Scaphoideus dentaedeagus
Scaphoideus dentaedeagus är en insektsart som beskrevs av Li och Wang 2002. Scaphoideus dentaedeagus ingår i släktet Scaphoideus och familjen dvärgstritar. Inga underarter finns listade i Catalogue of Life.